# Asarum sagittarioides
Asarum sagittarioides är en piprankeväxtart som beskrevs av Chou Fen g Liang. Asarum sagittarioides ingår i släktet hasselörter, och familjen piprankeväxter. Inga underarter finns listade i Catalogue of Life.